# Massicus subregularis
Massicus subregularis là một loài bọ cánh cứng trong họ Cerambycidae.